# Duc de Nocera

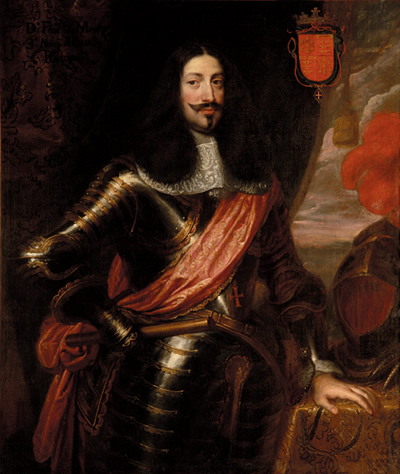
Francisco de Moura Corte Real y Melo

Le duc de Nocera (en italien, duca di Nocera, en espagnol, duque de Nochera) est un titre nobiliaire espagnol créé la première fois en 1521 pour Tiberio Carafa, comte de Soriano Calabro, membre de la puissante famille Carafa de Naples, pour la ville de Nocera de' Pagani, située en Campanie, dans le royaume de Naples. Tiberio Carafa avait acheté la terre de Nocera pour la somme de 50 000 ducats la même année. Le titre s'éteint en 1648 avec la mort du sixième duc de Nocera, Francesco Maria Domenico Carafa. Le titre, revenu dans le giron de la couronne espagnole, fut recréé par Philippe IV d'Espagne en 1660 pour l'aristocrate espagnol Francisco de Castel Rodrigo, marquis de Castel Rodrigo. Il passa ensuite par héritage à la famille des Pio di Savoia en 1717, puis à la famille Valcárcel, héritière des Pio, en 1799. De nouveau éteint en 1824, le titre a été réhabilité par le roi d'Espagne Alphonse XIII en 1922, au bénéfice de la famille Falcó, héritière des Valcárcel. Après l'extinction des Falcò aussi en 1970, le titre est finalement passé à leurs plus proches héritiers, appartenant à la famille italienne Balbo Bertone di Sambuy.

## Liste des ducs de Nocera (1èrecréation)
1. Tiberio Carafa (it) (1521-1527) ;
2. Ferdinando Ier Carafa (it) (1527-1558) ;
3. Alfonso Carafa (it) (1558-1581) ;
4. Ferdinando II Carafa (it) (1581-1593 ;
5. Francesco Maria Carafa (1593-1642) ;
6. Francesco Maria Domenico Carafa (it) (1642-1648)

## Liste des ducs de Nocera (2èmecréation)
1. Francisco de Moura Corte Real y Melo (1656-1675) ;
2. Leonor de Moura y Moncada de Aragón (1676-1706) ;
3. Juana de Moura y Moncada de Aragón (it) (1706-1717), destituée pour félonie en 1707 par le nouveau roi, et futur empereur, Charles VI de Habsbourg d'Autriche ; duchesse « titulaire » jusqu'à son décès selon la loi espagnole ;
  1. Luigi Pio di Savoia (it) (1709-1735), pendant la période des Habsbourg d'Autriche, selon leur système légal ;
4. Francisco Pío de Saboya y Moura (es) (1717- 1723), « titulaire » selon la loi espagnole ;
5. Gisberto Pío de Saboya y Spínola (it) (1723-1776), jusqu'en 1735 « titulaire » selon la loi espagnole ;
6. Isabel María Pío de Saboya y Spínola (it) (1776-1799) ;
7. Antonio Valcárcel y Pío de Saboya (es) (1799-1808) ;
8. Antonio Valcárcel y Pascual de Pobil (1808-1824) ;
9. Alfonso Falcó y de la Gándara (1808-1824) ;
10. María Asunción Falcó y de la Gándara (1967-1971) ;
11. Carlo Ernesto Balbo Bertone di Sambuy (1971-2005) ;
12. Filippo Balbo Bertone di Sambuy y Wagnière (2005-).